# 伊万·莫斯科维京
伊凡·尤里耶維奇·莫斯科維廷（俄语：Иван Юрьевич Москвитин），俄罗斯探险家。
莫斯科维廷可能是一个莫斯科人。1626年，他的名字以托木斯克的一名哥萨克的身份，第一次出现在史料中。在1636年或1637年，Dmitry Kopylov及包括莫斯科维廷在内的54人来到雅库茨克。莫斯科维廷及其分队被派遣沿向东探查未知的地域。1639年，莫斯科维廷等人沿着乌利亚河漂流而下，进入一个未知的海洋，后来这里被命名为鄂霍次克海。他们在尚塔尔群岛居留了一段时间后，于1640年返回俄罗斯。1647年，他来到莫斯科报告了这次探险的地理发现。

## 外部來源
- George V Lantzeff and Richard A Pierce, Eastward to Empire,1973
- Москвитин Иван Юрьевич （页面存档备份，存于） // hrono.ru